# 板橋慈惠宮
25°00′34″N 121°27′26″E / 25.009352°N 121.457340°E
板橋慈惠宮，是位於臺灣新北市板橋區挹秀里的媽祖廟，其媽祖稱為「板橋媽」。
鴻海集團創辦人兼首任董事長郭台銘幼時曾暫居於此。

## 沿革

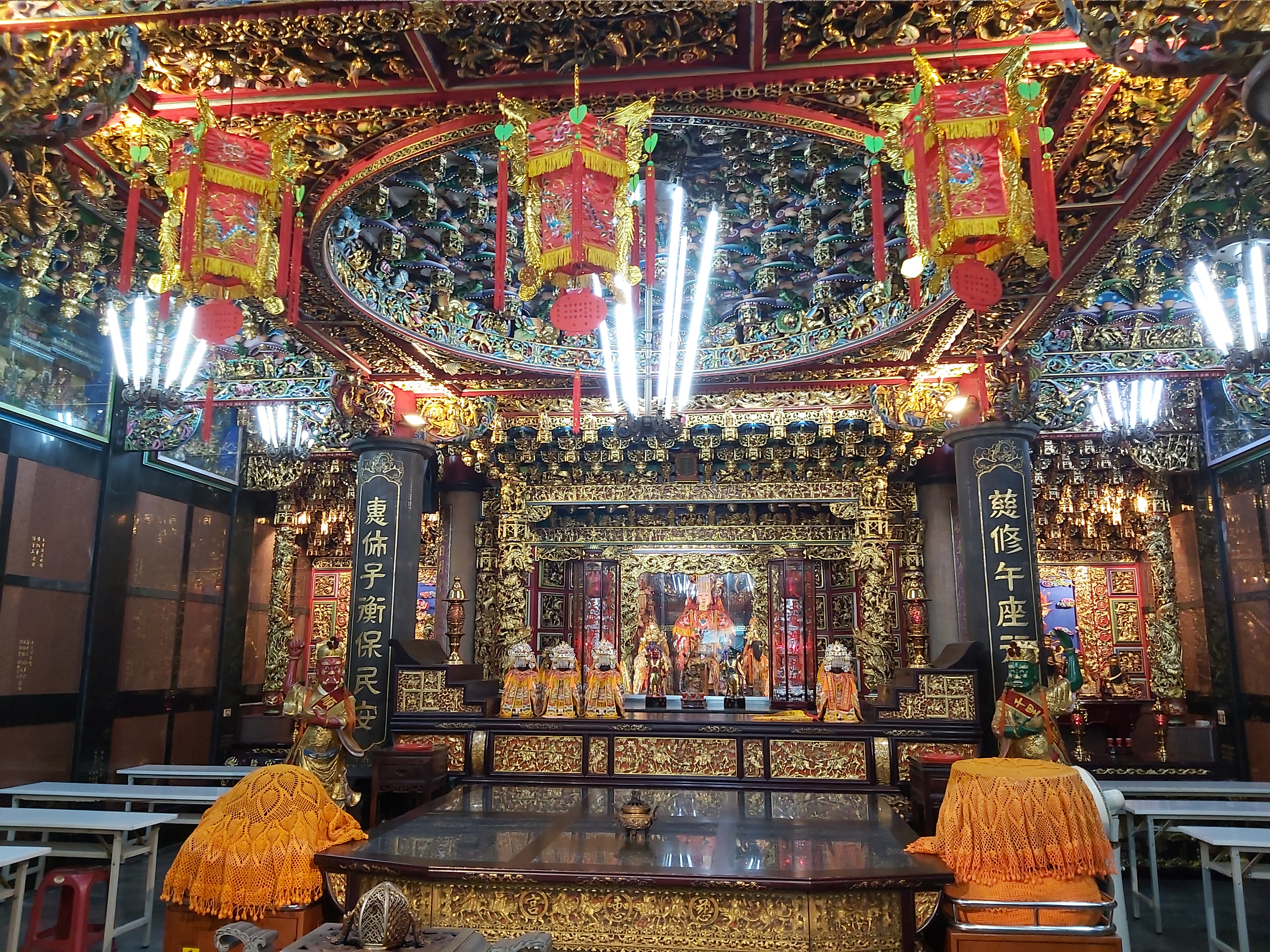
板橋媽祖殿

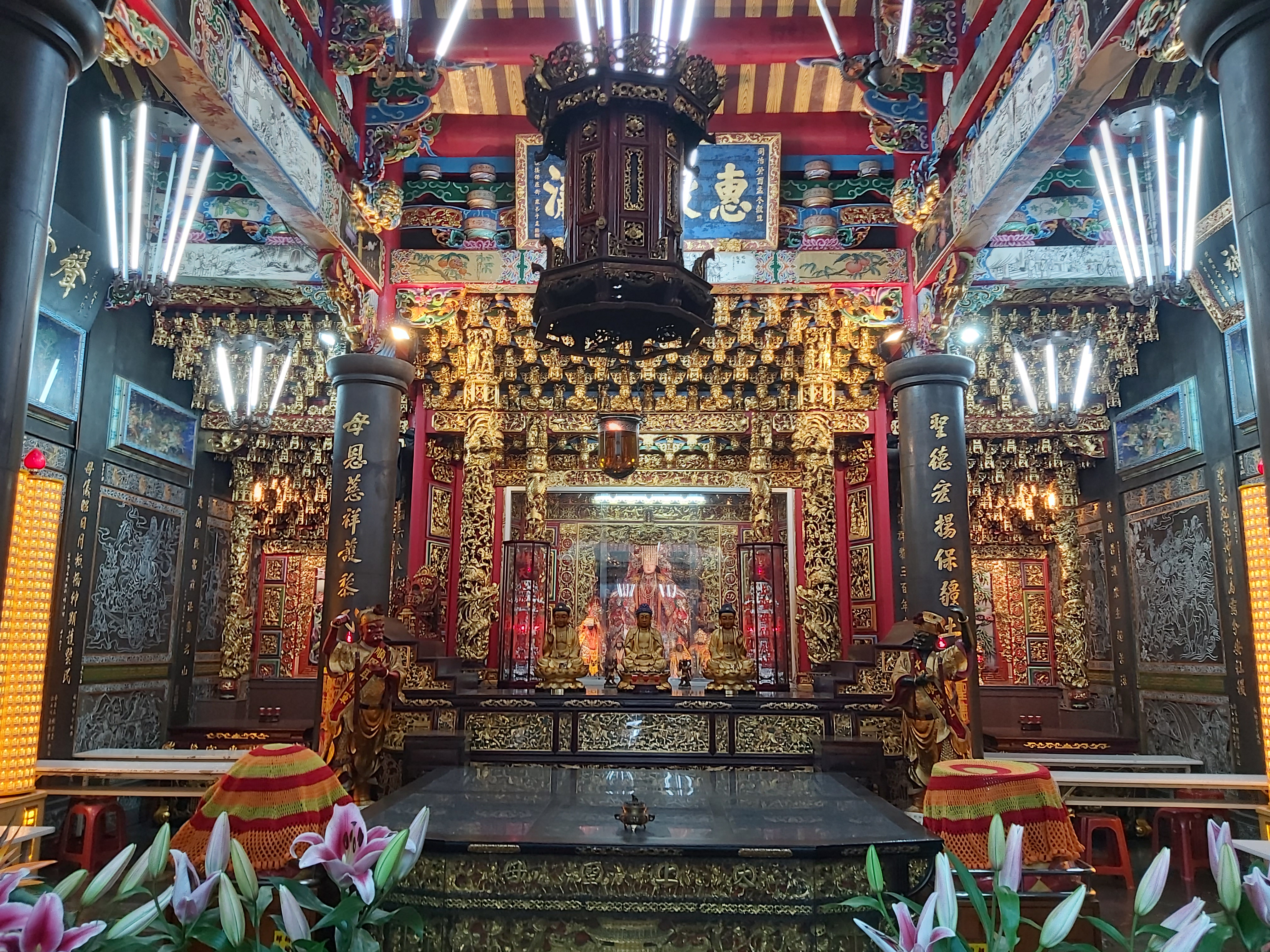
鎮殿媽祖殿

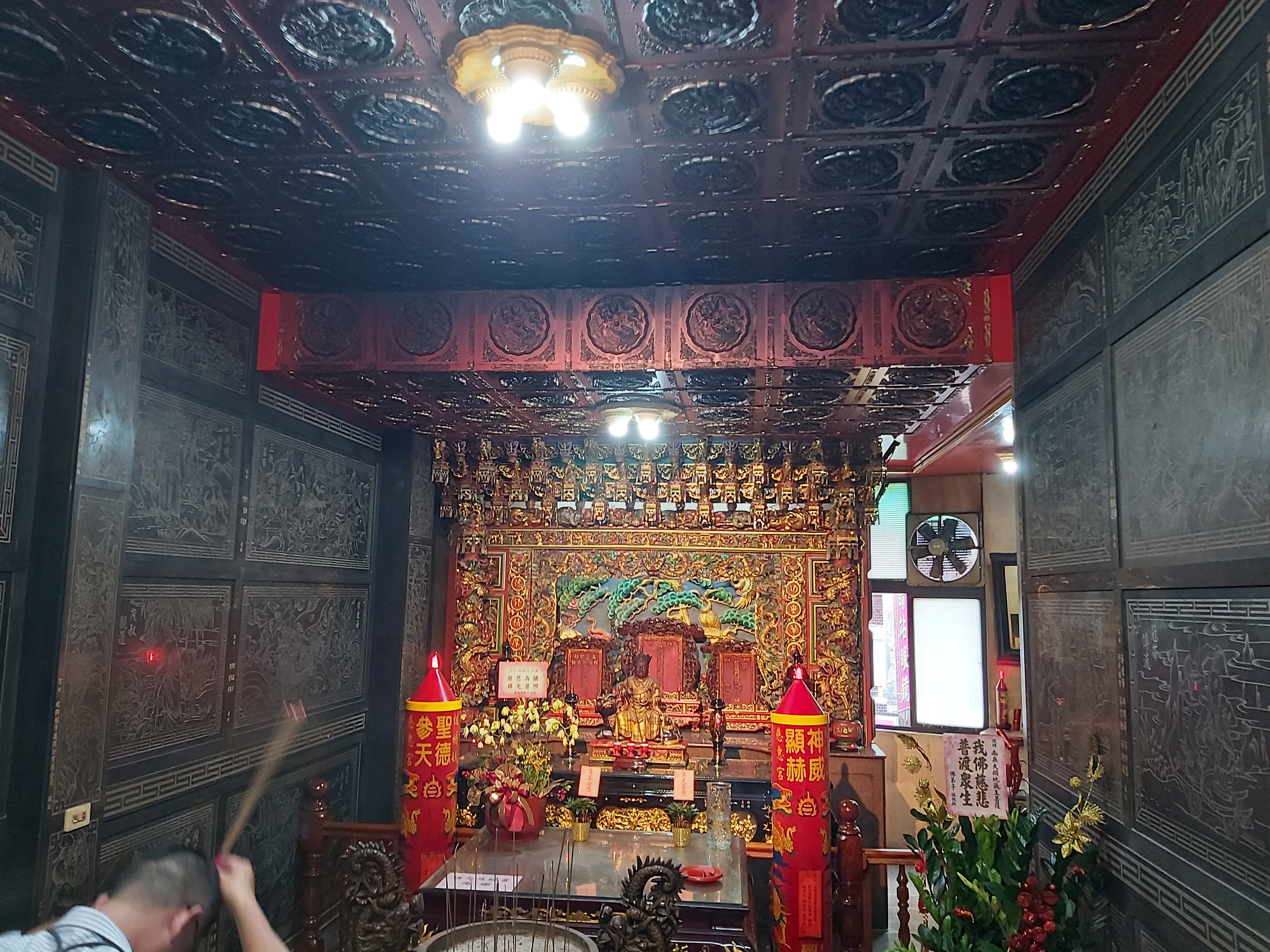
功德堂：供奉板橋慈惠宮開山歷代住持、「金浦會」開山先輩七十二賢士以及有功先賢之蓮位

雍正四年（1726年），墾號「林成祖」的開墾集團在板橋到土城的大安寮之間鑿水圳，使板橋開始繁榮。相傳在乾隆十五年（1750年），一位僧侶自福建湄洲嶼奉請一尊媽祖神像，至枋橋庄築一茅屋供奉，鄉紳以漳浦之浦字成立天上聖母金浦會，並籌募經費築一小廟，為慈惠宮草創伊始。和板橋接雲寺、枋橋街文昌廟、枋寮廣濟宮（中和廣濟宮）、及大安寮庄大墓公合稱「擺接堡五大廟」；與板橋大眾爺廟、迪毅堂、板橋接雲寺合稱「板橋四大廟」。
同治十二年（1873年），仕紳鑑於廟宇草葺、年久失修，由板橋林家林國芳召集陳元瑞、林瀾波、楊早明等擺接堡內眾鋪戶信眾，發起改建，該年三月興工，經歷一年完峻。光緒十七年（1891年） 慈惠宮總理林新傳再議將大殿屋頂昇高一尺五寸，工程費用由擺接堡漳州人樂捐，歷五個月完工。
明治廿八年（1895年）十二月，前殿牆壁坍塌，管理人林清山遂再募捐修繕，為期五個月，於翌年五月修繕完峻。住持師父為淡屬僧會的法紀法師。
戰後，廟方自木柵聘請俗名劉維昌的真明法師住持。廟址為府中路81號，屬於挹秀里。1960年代時廟旁為板橋派出所。1975、1976年間，廟方左邊屬於廟產小塊空地，一度被一家小型印刷廠佔用搭建。1975年，板橋施行舊市區更新方案，拓寬道路，由管理人朱茂陽組成修建委員會，推選留侯里里長劉屘擔任修建會主任委員，改建共增建二樓媽祖殿及後殿凌霄寶殿、及頂層天公殿，於當年冬開工，至1984年完工。主體係採傳統歇山頂三層三進式屋型。
1986年元月，召開第一屆第一次信徒大會，3月18日經主管機關台北縣政府核准組織管理委員會，第一、二屆主任委員為邱海水、第三、四屆主任委員陳騰麒、第五、六屆主任委員曹盛浴、及第七、八屆主任委員江清秀。

## 祭祀

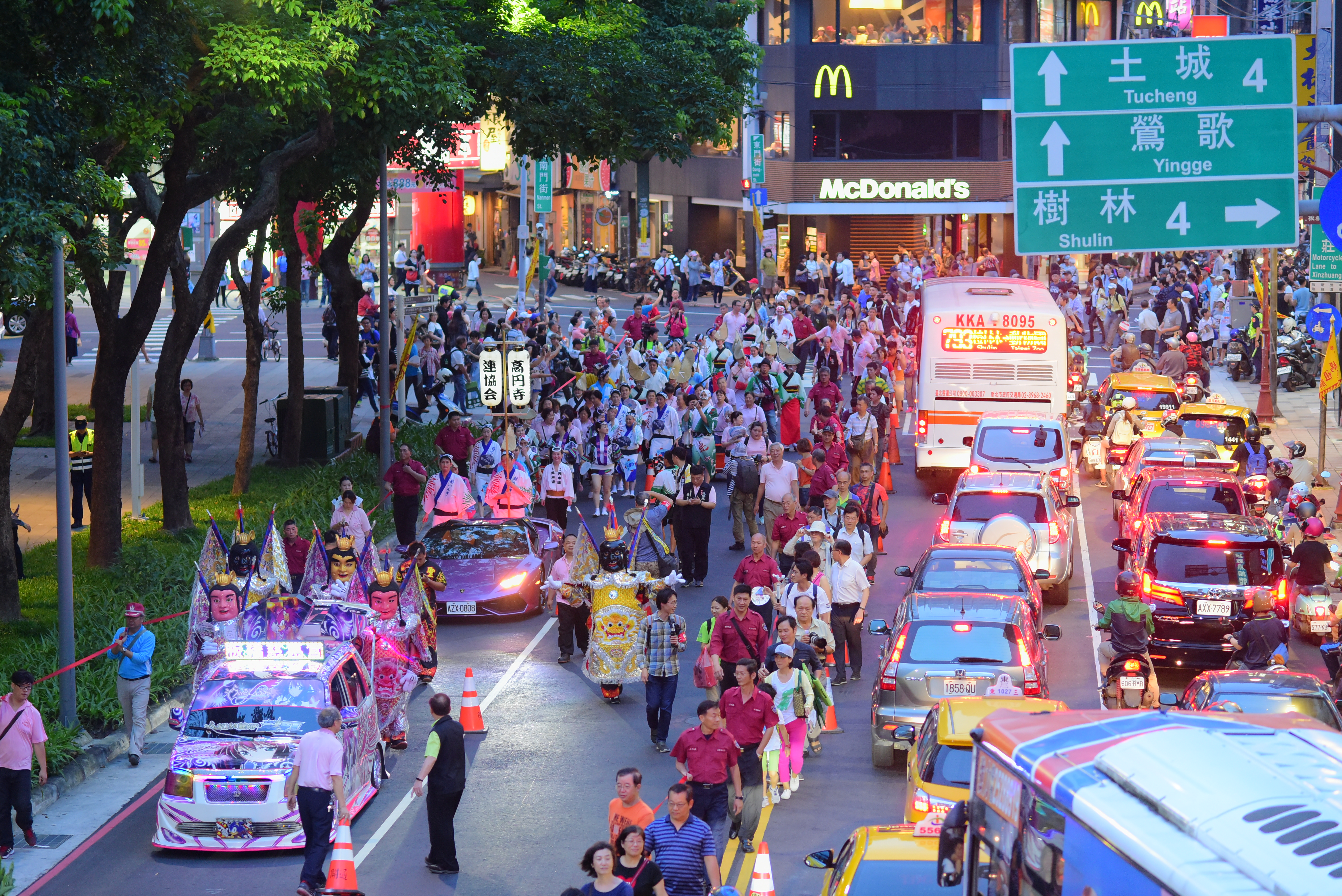
高圓寺阿波踊繞境

媽祖稱為「板橋媽」。廟中也奉祀咸豐十年（1860年）由新莊慈祐宮分靈來的媽祖。廟方慶祝媽祖農曆三月廿三聖誕，曾邀請东京高圆寺阿波踊舞蹈團演出。新北市政府文化局每年會請此廟媽祖、接雲寺觀音、大稻埕霞海城隍廟城隍爺、城隍夫人、月老舉行聯合祈福遶境儀式。

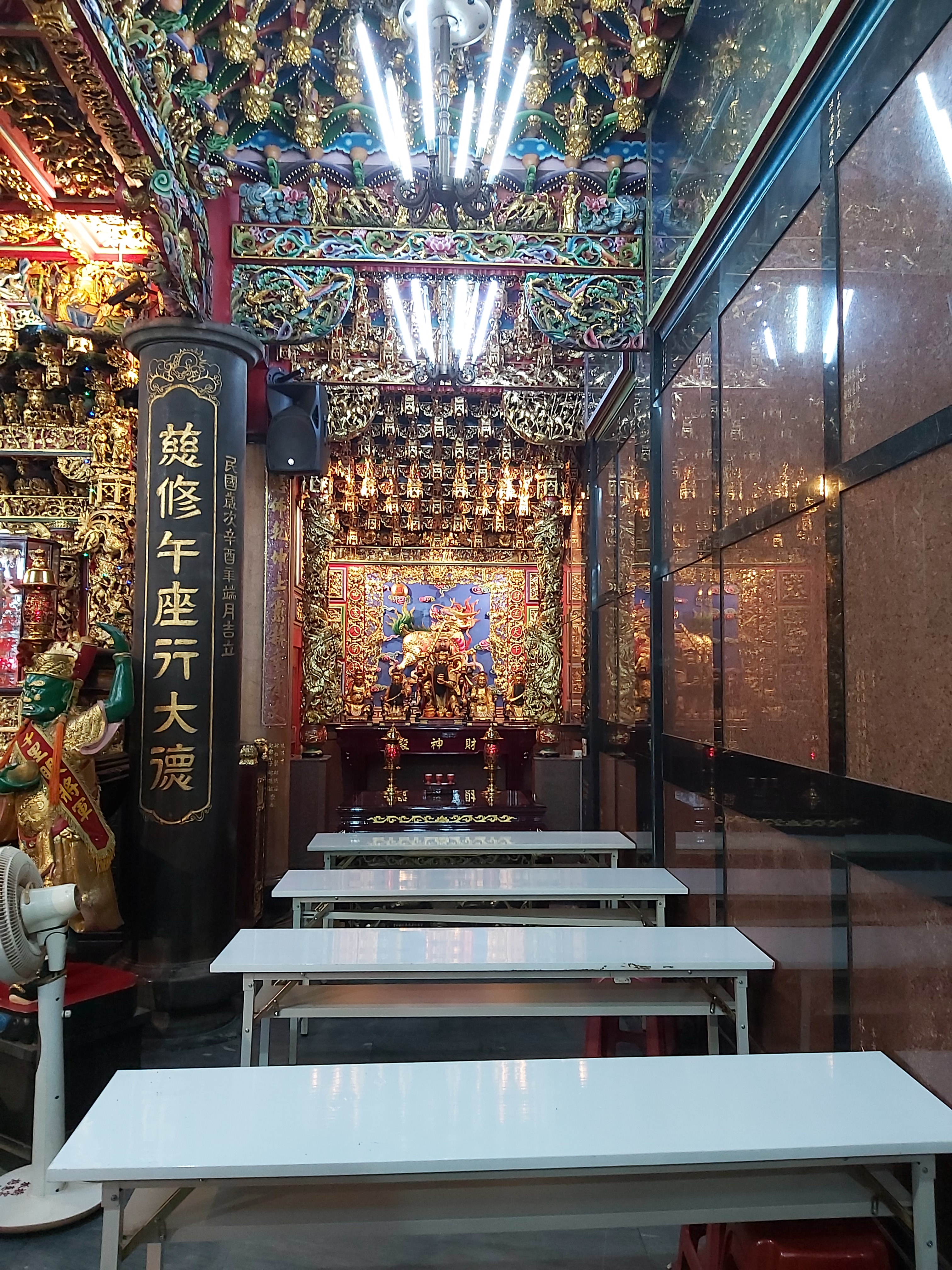
財神殿
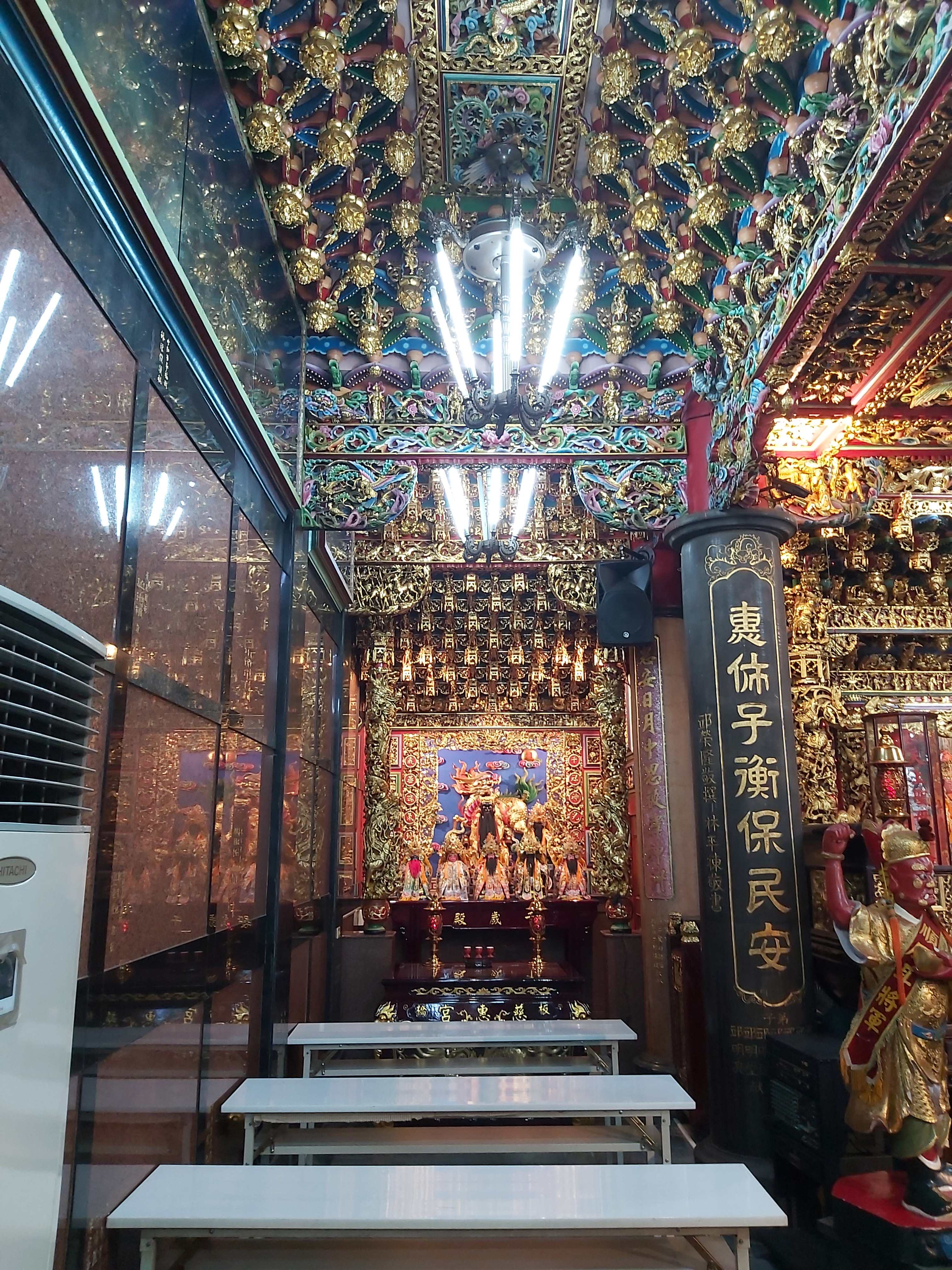
千歲殿
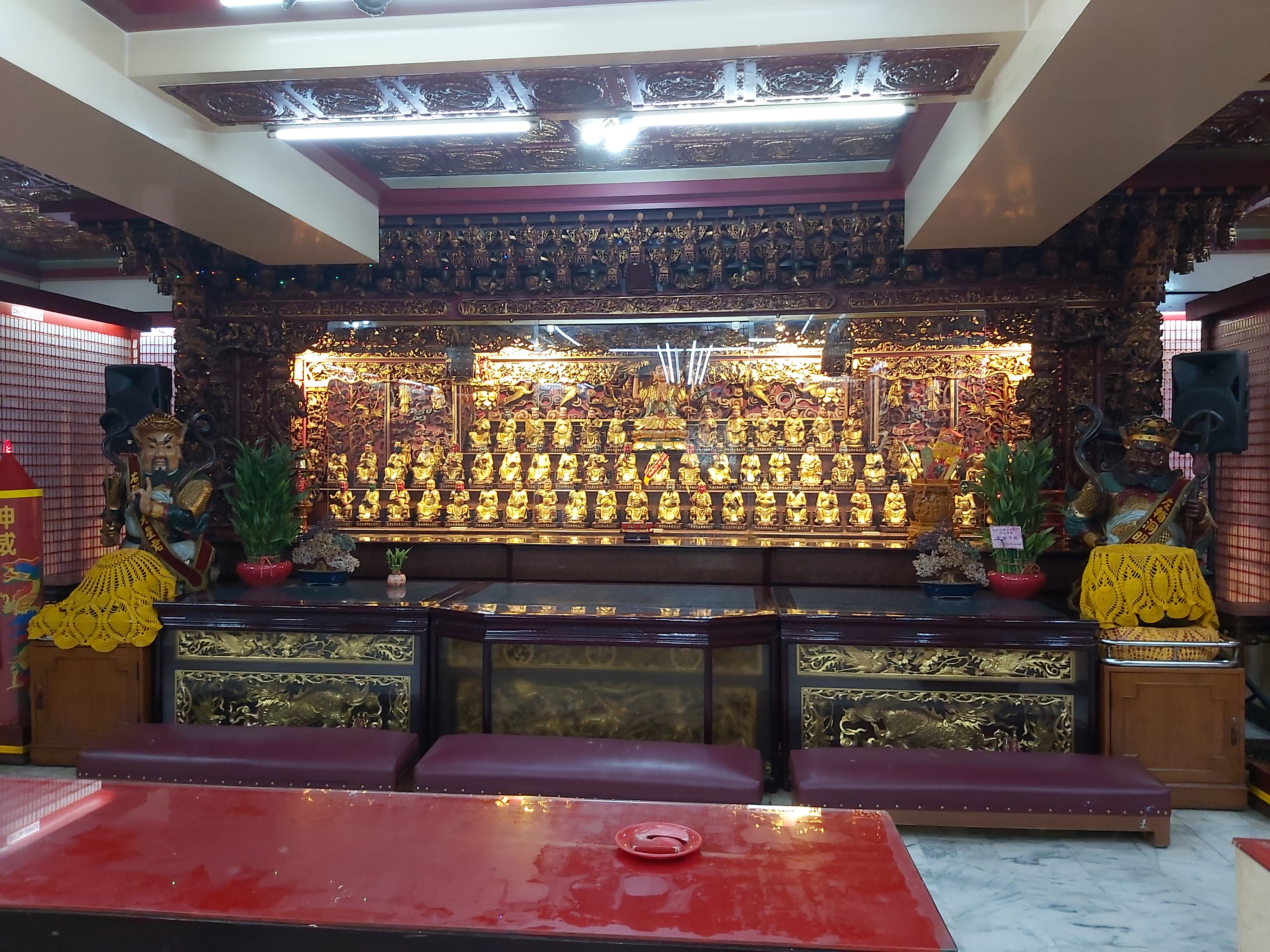
太歲殿

一樓正殿陪祀中壇元帥，殿前供奉千里眼、順風耳，龍邊財神殿供奉文財神及五路財神，虎邊千歲殿供奉五府千歲、五年千歲。太歲殿有斗姥元君、太歲星君，圓通殿主奉千手觀音菩薩及護法，龍邊供奉魁斗星君，虎邊供奉月下老人。

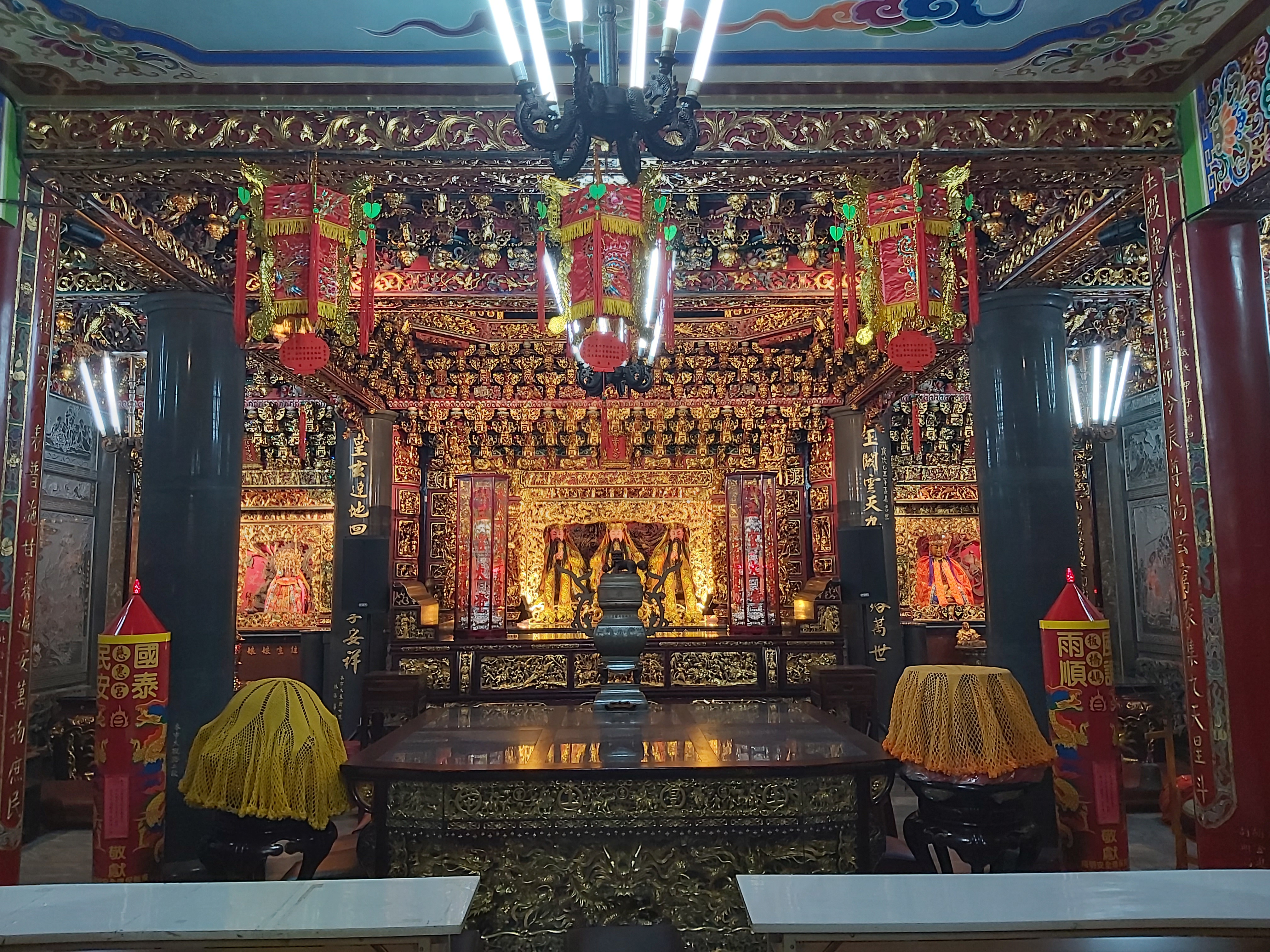
三官大帝
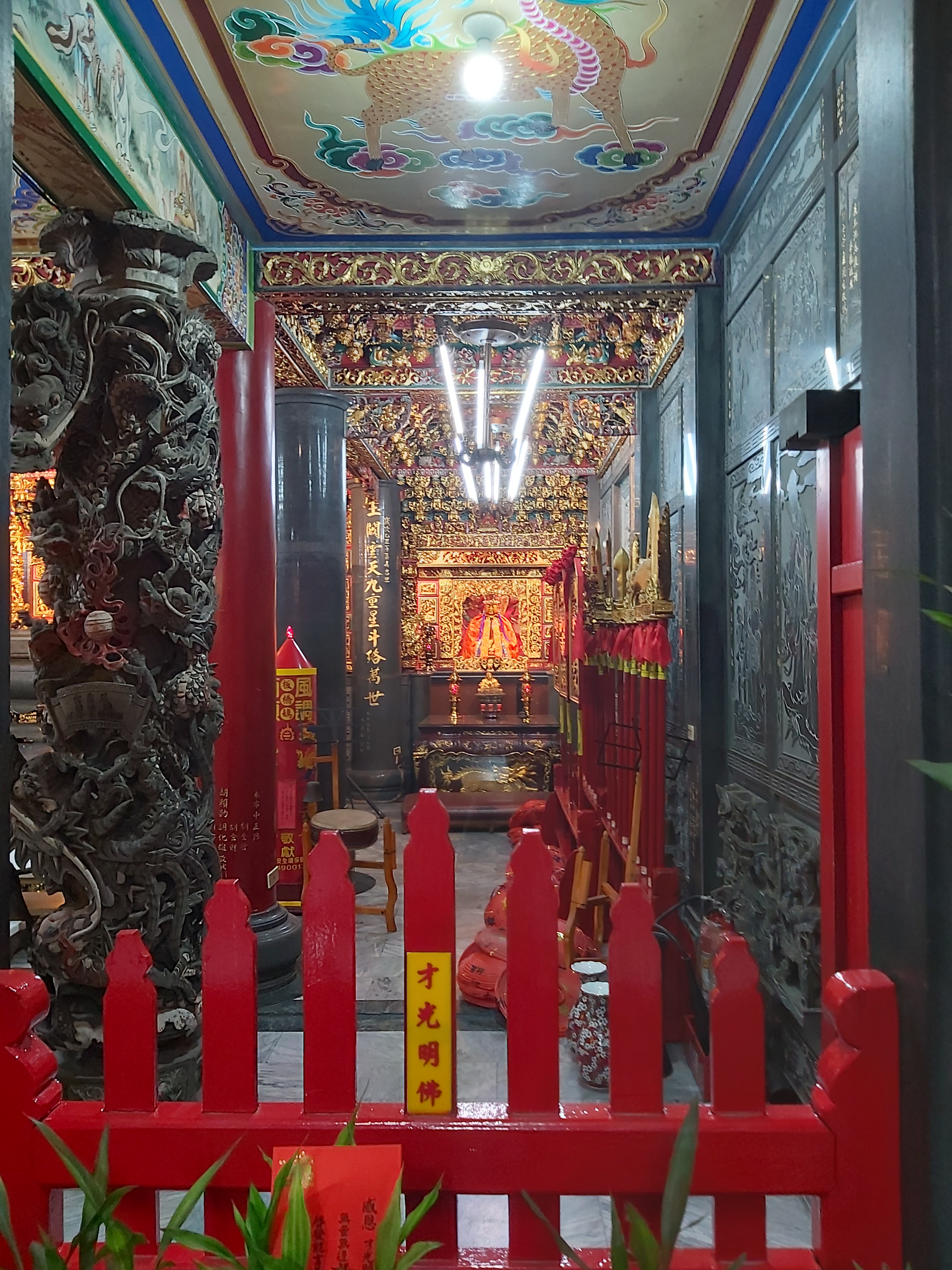
才光明佛
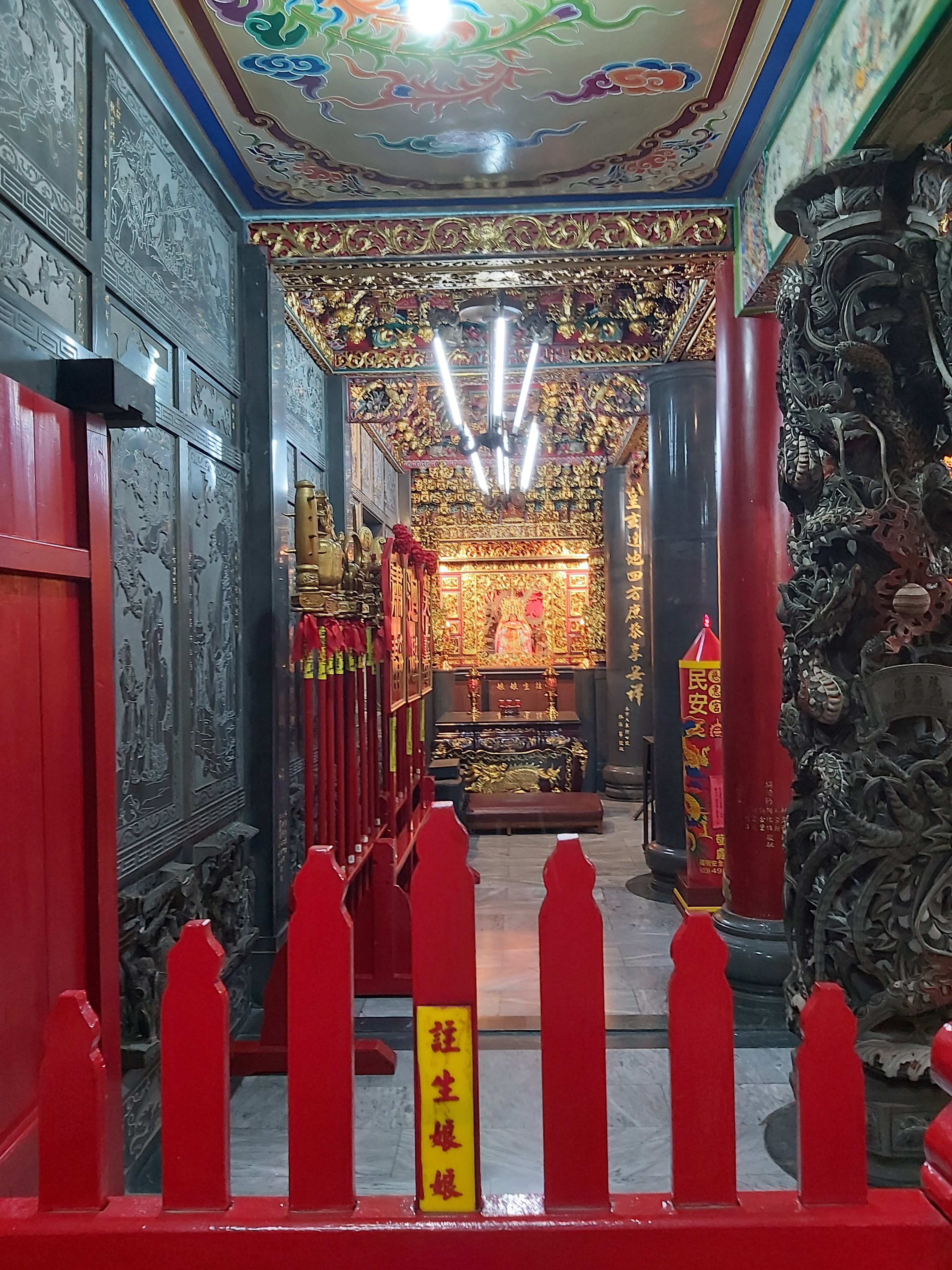
註生娘娘

二樓正殿主祀鎮殿媽祖、開基媽祖及釋迦牟尼佛、才光明佛、阿彌陀佛，偏殿龍邊供奉觀音菩薩、虎邊供奉地藏菩薩，虎爺殿供奉虎爺，三官殿供奉三官大帝。

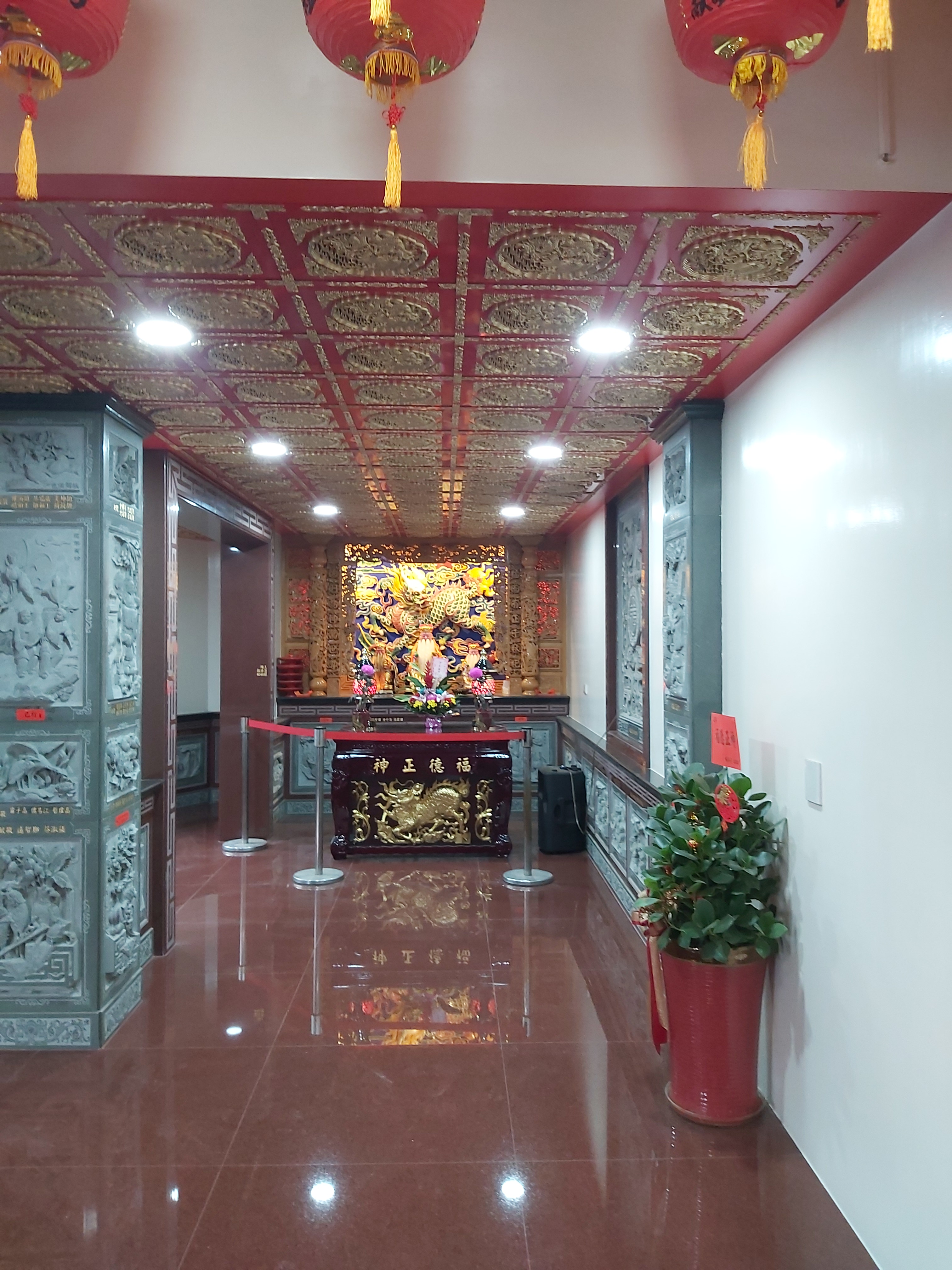
福德正神
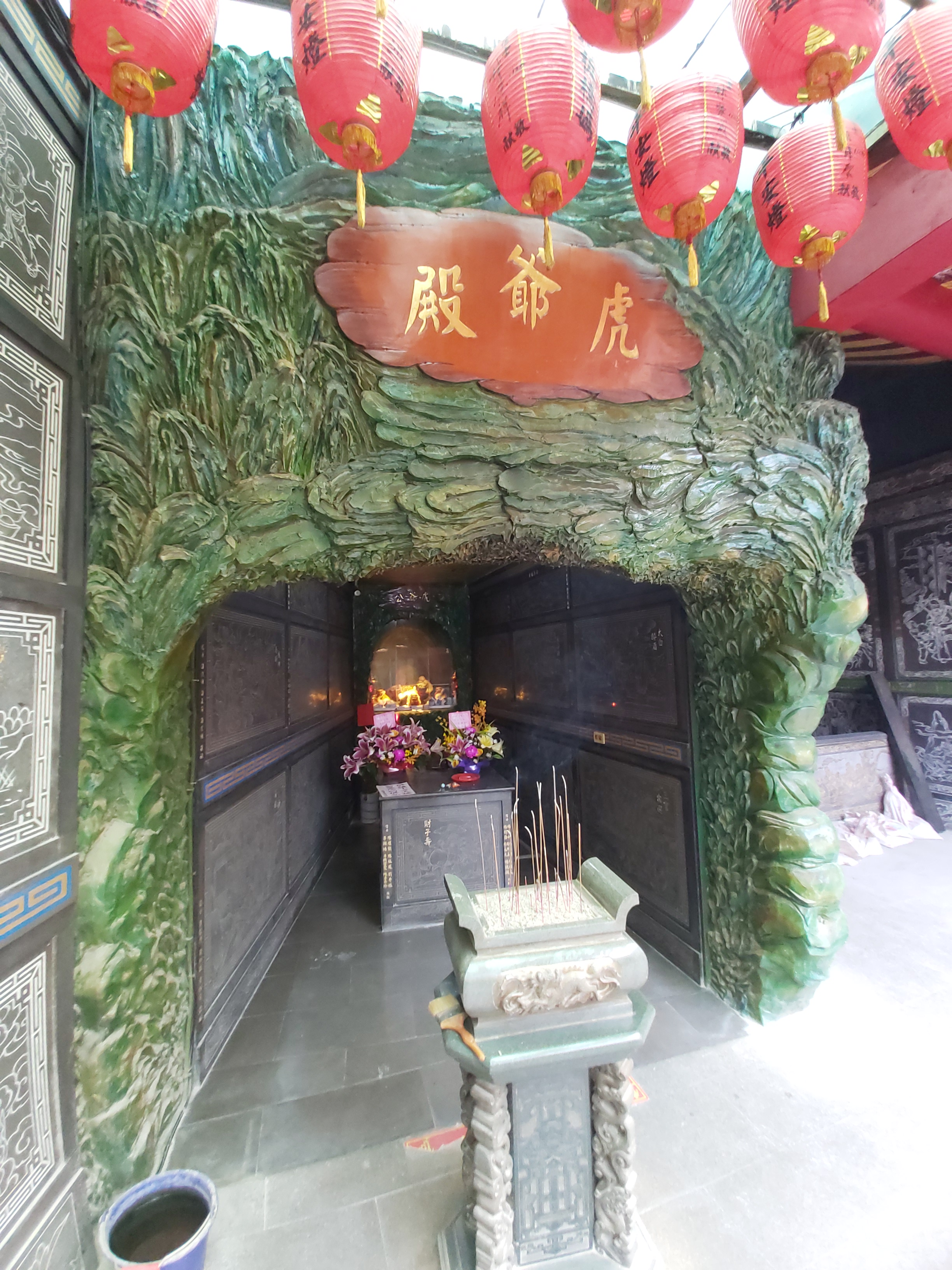
虎爺殿
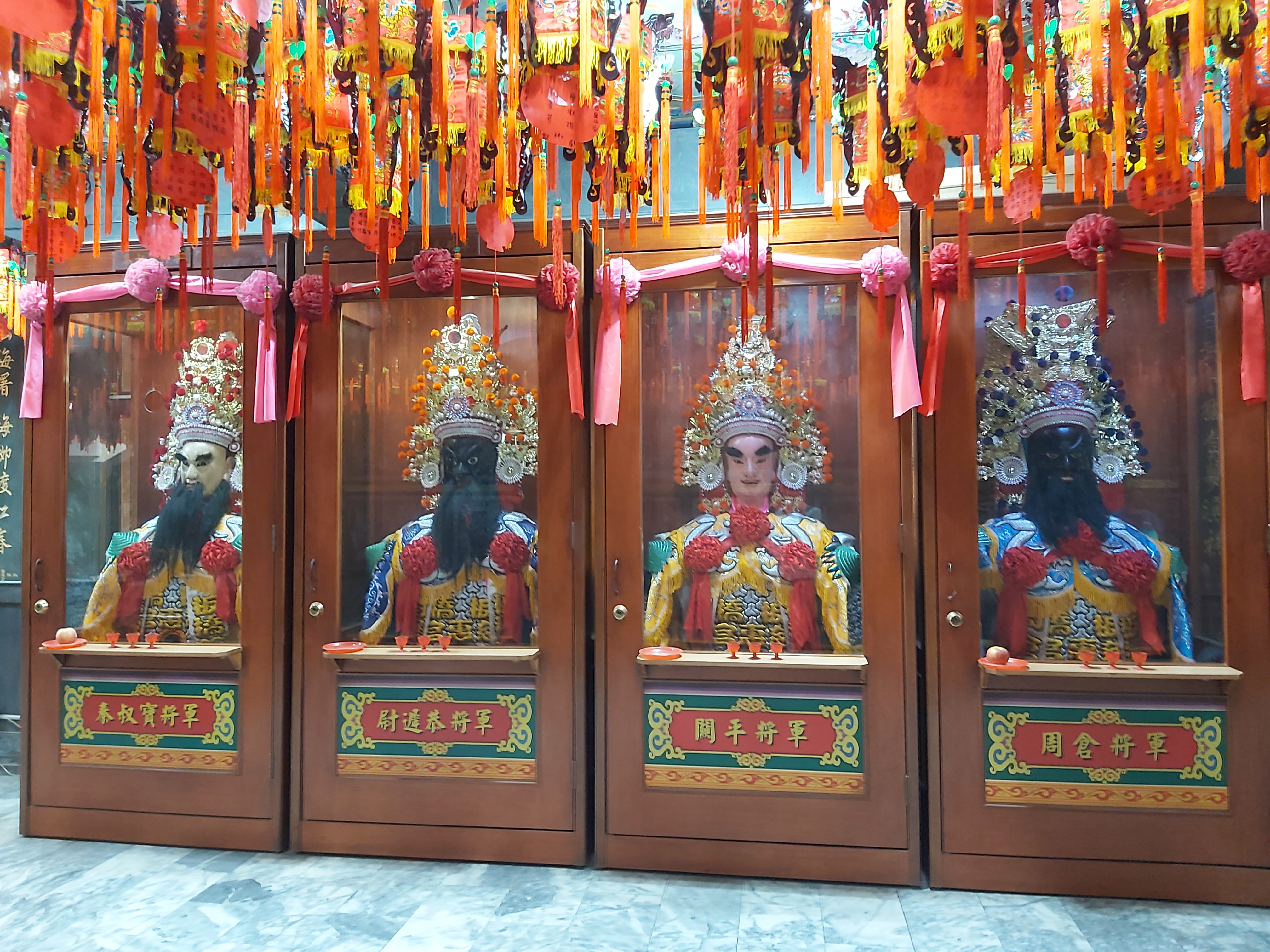
秦叔寶、尉遲恭、關平與周倉

三樓凌霄寶殿主祀玉皇上帝其座前陪祀有太陽星君、太陰娘娘並有南斗星君、北斗星君。

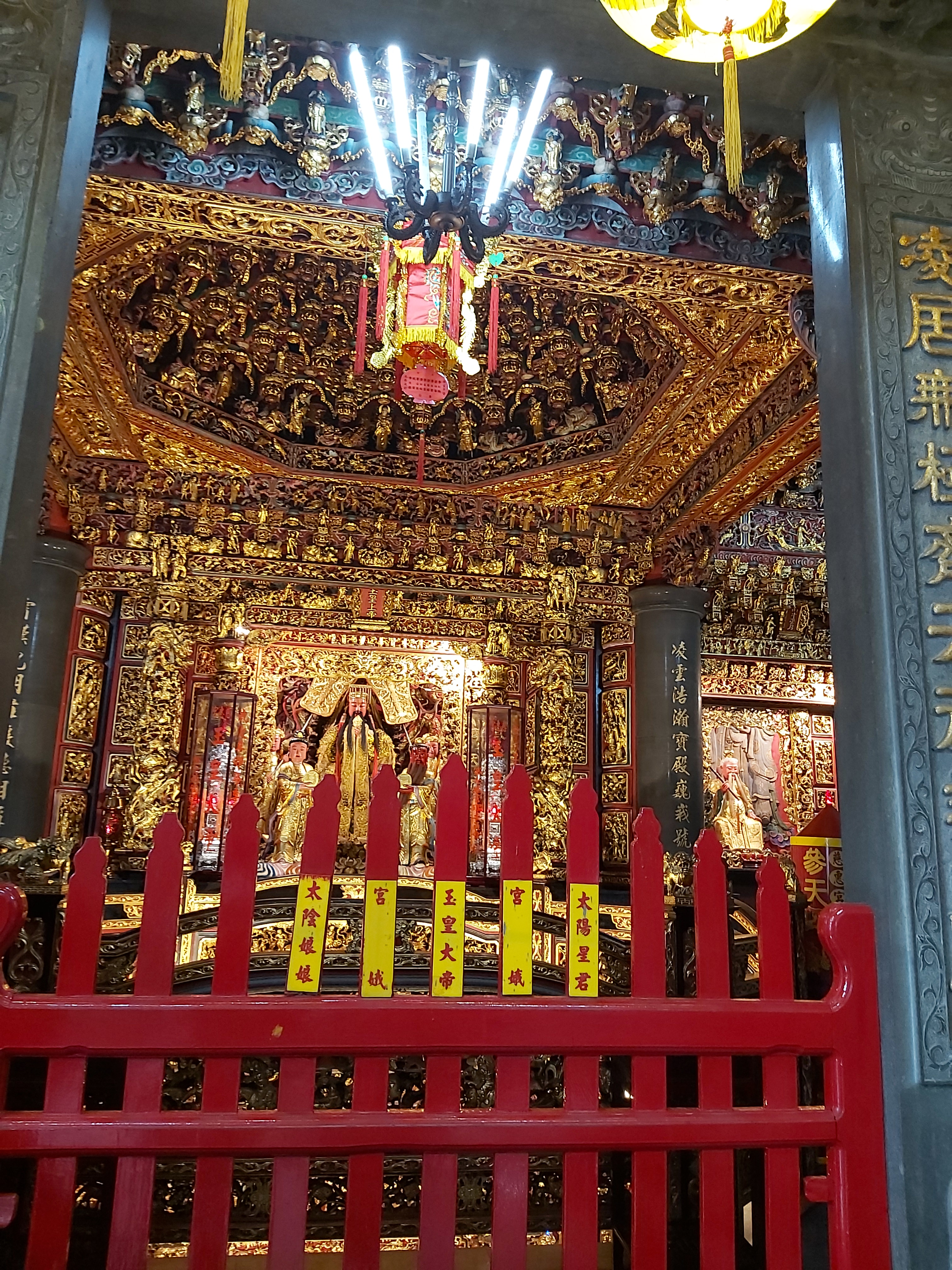
天公殿玉皇上帝
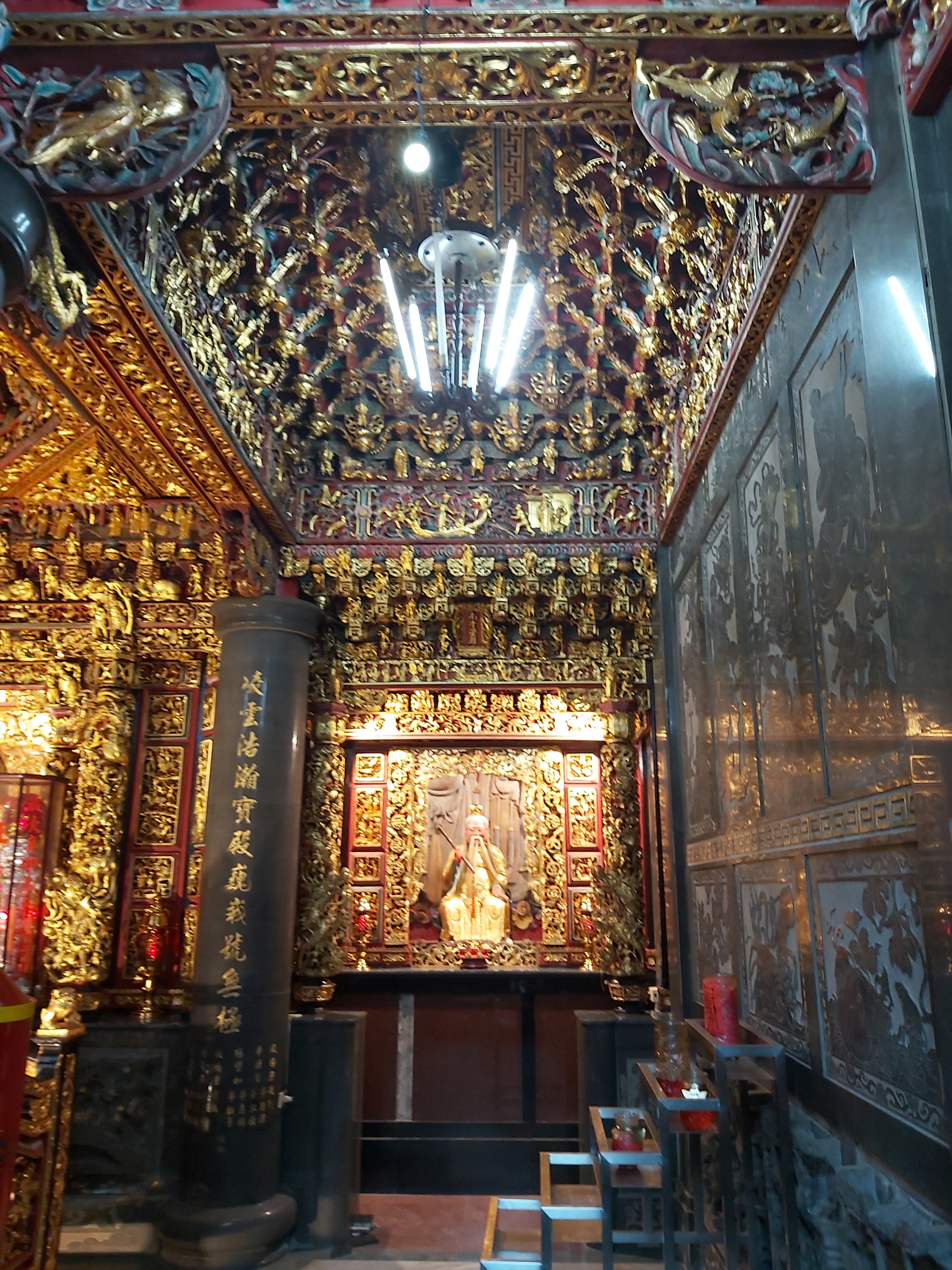
天公殿南斗星君
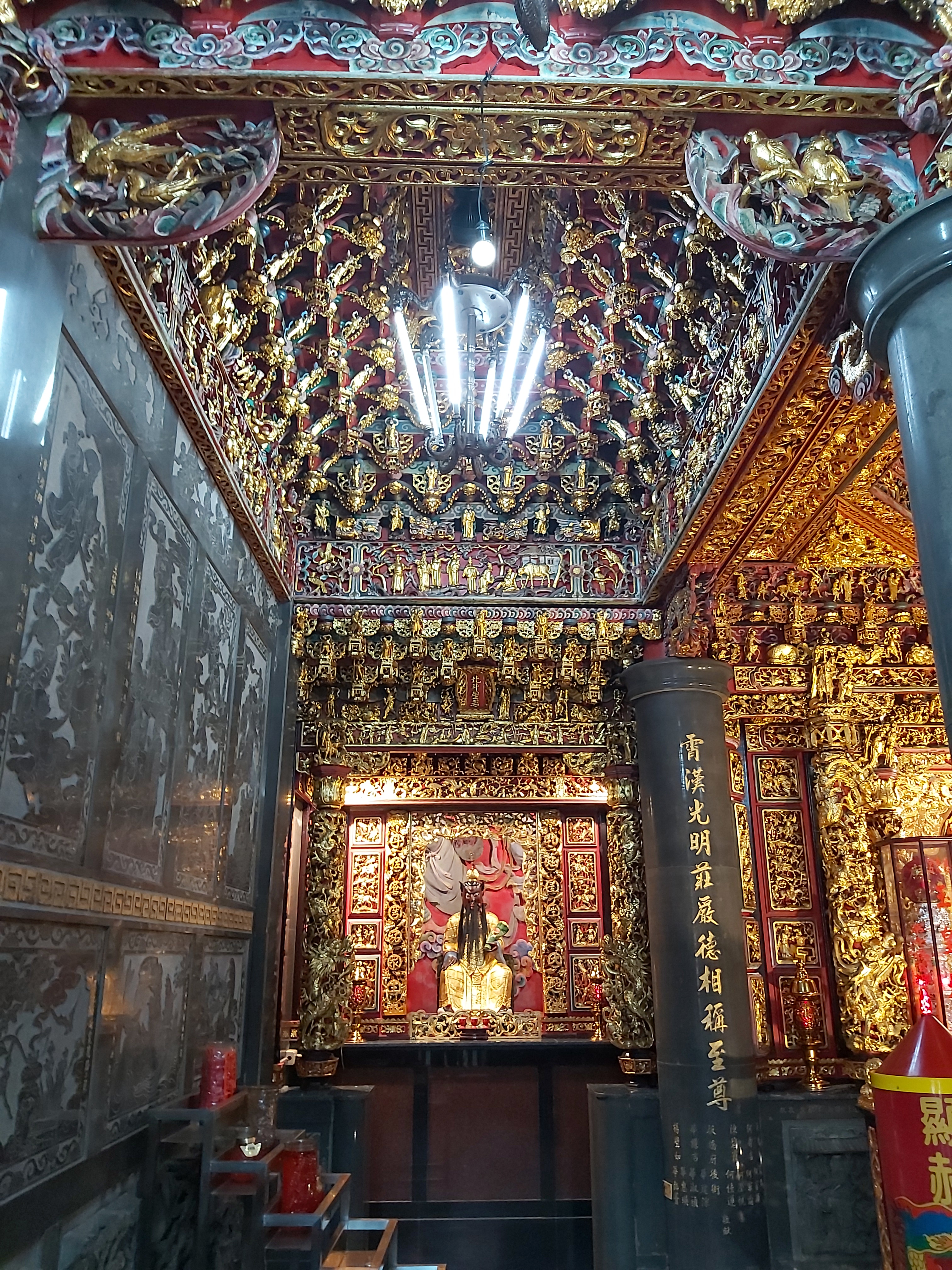
天公殿北斗星君

慈惠大樓4樓設立圖書館、並在入口服務台處立孔子像。

## 郭台銘與慈惠宮
郭台銘與本廟的淵源頗深，1960年代，郭台銘父親郭齡瑞在板橋派出所擔任警察，一家六口就借住此廟廂房達九年，直到郭齡瑞調任中永和才搬走。後來廟方將此空間改為財神殿。每年農曆正月初一，郭台銘都會帶全家大小回慈惠宮參拜，更大手筆認捐廟前龍柱，上刻「信士郭台銘、林淑如、郭守正、郭曉玲敬獻」為證。土城鴻海集團總部所供奉的媽祖就是由此廟分靈的。2019年4月17日上午，郭台銘在此廟表示媽祖曾託夢說要他「出來做一些事情」，外界解讀是表示會參加2020年中國國民黨總統提名選舉。

## 外部連結
- 官方网站
- 板橋慈惠宮 - 新北市觀光旅遊網 （页面存档备份，存于）
- 板橋慈惠宮的Facebook專頁